# Сакмаров, Олег Адольфович
Олег Адольфович Сакмаров (род. 14 марта 1959, Казань) — советский и российский рок-музыкант, известен также под прозвищами «Дед Василий», «Казанский зверь», «Терминатор 4» и «Звезда мультиверса».

## Биография

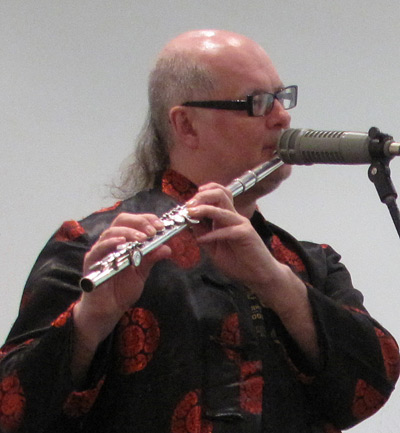
Олег Сакмаров, 2010 год

Учился в специальной музыкальной школе при Казанской консерватории (скрипка, флейта, музыковедение). В 1982 году окончил Ленинградскую консерваторию, теоретико-композиторский факультет.
Служил в военном оркестре Ленинградского Суворовского училища (до 1984 года).
Работал научным сотрудником в Ленинградском театральном институте и Ленинградской консерватории (до 1991 года).
С середины 1980-х годов дружил с музыкантами группы «Аквариум», стал её участником, играл на духовых и клавишных инструментах. После распада состава группы 80-х был одним из инициаторов создания «БГ-Бэнда», а затем возрождения «Аквариума», где и играл до 2002 года.
Сакмаров играл в группах «Выход», «Наутилус Помпилиус», после её распада участвовал в проекте «Чужие», созданном в 1997 году вместе с Ильей Кормильцевым. C ноября 2001 по январь 2004 играл в группе «Ю-Питер». Выступал в дуэте с Петром Акимовым, Сергеем Летовым, создал собственный проект «Сакмаров-бэнд».
Эпизодически играл с «Би-2», Ютой, Радой, «Кар-Туш».
Участвовал в крупнейших рок-фестивалях. Руководитель оркестра, автор музыки и песен в спектаклях Глеба Панфилова и Инны Чуриковой «Аквитанская львица» и «Ложь во спасение» московского театра «Ленком» (2010—2022).
Много лет играет в группе «Певцовъ-Оркестр» с Народным артистом России Дмитрием Певцовым. Автор совместных с Ильей Кормильцевым рок-альбомов «Химический ангел» и «Подполье» (1997—2003); четырех сольных рок-альбомов: «Живой самолёт», 2004, «Шелкопряд» (концерт для друзей, CD и DVD) 2007, «Святой и грешник» 2010, «Ненаписанные песни» (2023).
Автор ораторий «Пантикапейский дневник» для чтеца, оркестра, хора и рок-группы (2016 год, существует концертное видео и одноимённый фильм Антона Сорокина), «Анастасия  - пунктир любви» (2022 год, фильм-концерт), двух симфо-поэз для чтеца, флейты и оркестра «Анастасия: война и миръ» и «Холодная осень. Хокку» (2023, концертные видео). Произведения крупной формы записаны с оркестром «La Primavera» под управлением з.д.и. РФ, нар.арт. Татарстана Рустема Абязова.
Выступал с писателем Василием Аксёновым, снимался в фильме «Брат».
Ныне лидер группы «Жарко», исполняющей его композиции. В 2024 году группа выпустила альбом «Жарко I» («Перец Рекордз»).
Автор двух книг стихов, эссе и воспоминаний: «Разговор с золотой рыбкой» (Казань,2004 год) и «Шелкопряд» ( Санкт-Петербург, 2023 год).
Дети: Илья Сакмаров, Леон Сакмаров, Алина Сакмарова, Михаил Сакмаров, внучка Лилиана Сакмарова.
Женат на Анастасии Видмайер.
Сестра — Алла Адольфовна Кайбияйнен.